# Notonèctids
Els notonèctids (Notonectidae, gr. "nedadors d'esquena") són una família d'insectes aquàtics de l'ordre Hemiptera, amb la característica de nedar a l'inrevés, és a dir amb el dors cap avall. El gènere més comú és Notonecta, insectes amb forma hidrodinàmica amb un cos robust, de fins a 16 mm de llarg, de color verd, marró o groguenc. Neden sobre la seva esquena, remant vigorosament amb les seves llargues i peludes potes posteriors.